# Barnakoronás álszajkó
A barnakoronás álszajkó (Trochalopteron erythrocephalum) a madarak osztályának verébalakúak (Passeriformes) rendjébe és a Leiothrichidae családjába tartozó faj.
Magyar neve forrással nincs megerősítve.

## Rendszerezése
A fajt Nicholas Aylward Vigors ír ornitológus írta le 1832-ben, a Cinclosoma nembe Cinclosoma erythrocephalum néven. Besorolása vitatott, egyes szervezetek a Garrulax nembe sorolják Garrulax erythrocephalus néven.

## Alfajai
- Trochalopteron erythrocephalum erythrocephalum (Vigors, 1832)
- Trochalopteron erythrocephalum kali (Vaurie, 1953)
- Trochalopteron erythrocephalum nigrimentum (Oates, 1889)[2]

## Előfordulása
Ázsiában, Bhután, India, Kína és Nepál területén honos. A természetes élőhelye a szubtrópusi vagy trópusi hegyi esőerdők, magaslati cserjések és füves puszták. Állandó, nem vonuló faj.

## Megjelenése
Testhossza 26 centiméter, testtömege 70-92 gramm.
|  |

## Életmódja
Rovarokkal, hangyákkal, csigákkal, piócákkal és bogyókkal táplálkozik.

## Természetvédelmi helyzete
Az elterjedési területe nagy, egyedszáma pedig növekvő. A Természetvédelmi Világszövetség Vörös listáján nem fenyegetett fajként szerepel.